# Reprezentacja Szwecji na Mistrzostwach Świata w Narciarstwie Klasycznym 2005
Reprezentacja Szwecji na Mistrzostwach Świata w Narciarstwie Klasycznym 2005 w Oberstdorfie liczyła 17 sportowców, w tym siedem kobiet i dziesięciu mężczyzn. W reprezentacji znalazło się 16 biegaczy narciarskich i jeden skoczek narciarski. Szwedzcy zawodnicy wystartowali w jedenastu konkurencjach mistrzostw świata w narciarstwie klasycznym, w których zdobyli trzy medale - po jednym z każdego koloru. 

## Medale

### Złote medale
- Biegi narciarskie - sprint kobiet: Emilie Öhrstig

### Srebrne medale
- Biegi narciarskie - sprint kobiet: Lina Andersson

### Brązowe medale
- Biegi narciarskie - sprint mężczyzn: Thobias Fredriksson

## Wyniki

### Biegi narciarskie

#### Mężczyźni
Sprint
- Thobias Fredriksson - 3. miejsce
- Björn Lind - 4. miejsce
- Mats Larsson - 6. miejsce
- Fredrik Östberg - 24. miejsce
- Jörgen Brink - 27. miejsce

15 km stylem dowolnym
- Anders Södergren - 15. miejsce
- Mathias Fredriksson - 38. miejsce
- Johan Olsson - 46. miejsce
- Mats Larsson - 62. miejsce

Bieg pościgowy 2x15 km
- Anders Södergren - 5. miejsce
- Mathias Fredriksson - 12. miejsce
- Johan Olsson - 21. miejsce
- Jörgen Brink - 52. miejsce

Sztafeta 4x10 km
- Mats Larsson, Anders Södergren, Johan Olsson, Mathias Fredriksson - 7. miejsce

50 km stylem klasycznym
- Mathias Fredriksson - 5. miejsce
- Anders Södergren - 9. miejsce
- Johan Olsson - 19. miejsce
- Lars Carlsson - 30. miejsce

#### Kobiety
Sprint
- Emilie Öhrstig - 1. miejsce
- Lina Andersson - 2. miejsce
- Anna Dahlberg - 4. miejsce
- Elin Ek - 25. miejsce

10 km stylem dowolnym
- Maria Rydqvist - 35. miejsce
- Kina Swiden - 36. miejsce
- Jenny Olsson - 37. miejsce

Bieg pościgowy 2x7,5 km
- Maria Rydqvist - 21. miejsce
- Elin Ek - 24. miejsce
- Jenny Olsson - 32. miejsce
- Kina Swiden - 33. miejsce

Sztafeta 4x5 km
- Lina Andersson, Maria Rydqvist, Elin Ek, Anna Dahlberg - 8. miejsce

30 km stylem klasycznym
- Elin Ek - 13. miejsce
- Lina Andersson - nie wystartowała
- Anna Dahlberg - nie wystartowała

### Skoki narciarskie
Konkurs indywidualny na skoczni HS 100
- Johan Erikson - 48. miejsce

Erikson zgłoszony został także do konkursu na skoczni HS 134, ale odpadł w kwalifikacjach.